# 库唐斯区
库唐斯区（法語：Arrondissement de Coutances）是法国芒什省所辖的一个区。总面积1142.1平方公里，总人口70559，人口密度62人/平方公里（2017年）。主要城镇为库唐斯。

## 辖区
库唐斯区辖有81个市镇。